# オーバーエイジ
オーバーエイジは、オリンピックなどの国際大会に出場する選手のうち、特に男子サッカーの競技規定における選手年齢の上限よりも年長の選手のこと。

## 概要
1992年バルセロナオリンピック以降、原則として夏季オリンピックの男子サッカー競技では、五輪開催年前年の12月31日現在でunder-23、即ち23歳以下の選手しか選手登録できないことになった。しかし、「本大会に限って、この年齢制限に適合しない選手であっても各チーム3名を上限として登録可能とする」旨の文言が、1996年アトランタオリンピックから追加された。この文言に基づいて登録される選手を、一般にオーバーエイジ（overage）と称する。ただし、条項自体にはオーバーエイジという語句は用いられていない。また女子サッカー競技には年齢制限が存在しないため、オーバーエイジと呼ばれる選手も存在しない。
3名までの登録が可能であることを指して、3名分の登録余地をオーバーエイジ枠と称することも多い。ただし、この3名分の枠はオーバーエイジ選手専用というわけではなく、登録選手数上限の18名に含まれているため、オーバーエイジ選手を登録しない場合には代わりに規定年齢以下の選手を登録すればよい。従ってオーバーエイジの利用権利行使の有無については、各国のサッカー協会の任意の判断に委ねられることとなる。
オリンピックへの参加国を決めるための大陸別予選では、アジア予選についてはこの例外規定が適用されないため、オーバーエイジ選手を登録することはできない。

## 経緯
1930年のワールドカップ(以下W杯と略すことあり)開始前はオリンピックのサッカー競技は世界一決定戦としての性格を有していたが、1932年ロサンゼルスオリンピックでは進行するプロ化とオリンピック憲章のアマチュア条項が衝突し、五輪期間中の選手の休業補償問題をクリアできず、競技から外された（次回1936年ベルリンオリンピックでは復活）。第二次世界大戦後は各国でプロリーグが整備され、出場できる一流選手が東欧のステート・アマ選手に限られたため、アマチュアのみが参加できる五輪サッカー競技は、アマチュア・プロフェッショナル問わず参加できるワールドカップより圧倒的に低い位置づけであった。しかし1970年代にアマチュア条項が撤廃され、各種の競技でプロ選手の出場が進み、サッカー競技においても1984年ロサンゼルスオリンピックからプロ選手の出場が認められた。これにより、ワールドカップの威厳とプレミアを守りたいFIFAと、集客性に富んだサッカーの充実を図りたいIOCの新たな利害の対立が始まった。
FIFAは1988年のソウル五輪から五輪本大会時点で23歳以下の選手の大会にする方針だったが、IOCの強硬な反対により､ロサンゼルス五輪と同じくW杯予選及びW杯本大会に出場した欧州と南米の選手は、五輪に出場できない出場資格の大会になった。1大会遅れて、1992年のバルセロナ五輪から現在まで続く、23歳以下の規定が導入された。これによりオリンピックにおけるサッカー競技はU-17ワールドカップ、U-20ワールドカップに続く、年代別世界選手権の一環として再編成されることになった。
しかし、バルセロナオリンピックでのサッカー競技は観客動員の面で、それまでの実績を大幅に下回る数字となってしまった。この原因については様々な指摘があり、たとえば地元スペインの観客が（地域意識が強いために）国家代表への愛着に乏しいためであった、という説もある。一方、人気低迷の原因を「若く知名度に乏しい選手が多い」という点に求める意見もあり、スター選手の参加機会を確保するためにオーバーエイジ規定が1996年のアトランタ五輪から追記されることになった。オーバーエイジで出場した日本代表男子選手はシドニー及びリオデジャネイロでは3人、アテネ及びロンドンでそれぞれ2人。現在も続くこの五輪出場資格規定は2020年東京オリンピックでも引き続き適用される（但し、2020年大会は1年延期されたため、1大会限定で「24歳以下」に引き上げられた）。

## その他のオーバーエイジ規定
アジア競技大会においても、男子サッカー競技にてオリンピックの規定にならって同じ年齢制限および例外が追加されたため、この例外規定に沿って登録される選手もオーバーエイジと称される。
2009年まで行われたJサテライトリーグでもフィールドプレーヤーに限り原則23歳以下だったが、1試合に数人程度24歳以上の「オーバーエイジ」の出場が認められていた（ゴールキーパーは年齢不問）。2016年から出場が解禁され、実質2020年で廃止されたJ3リーグの「U-23（セカンド）チーム」（J2リーグ以上在籍クラブ対象）についても、原則としてフィールドプレーヤーで3人まで（他にGK1名）のオーバーエージの採用が認められていた。
アメリカ合衆国のサッカー4部リーグ相当のセミプロクラス「USLプレミアデベロップメントリーグ」でも基本23歳以下（うち、最低3人以上は「U-18（18歳以下枠）」を適用することが義務付けられている）で構成されることになっているが、24歳以上のオーバーエイジ枠も1チームにつき8人まで（利用任意）認められている。

## サッカー以外の競技

### ボクシング
プロボクシングのタイトルのうち、世界ボクシング評議会（WBC）で18歳以上24歳未満を対象とした「ユース世界王座」と呼ばれるものが存在するが、特例として24歳を過ぎていても1度だけ防衛することが可能となっているものもあり、これを「オーバーエイジ」と呼ぶ場合もある。また、防衛戦の相手にオーバーエイジの選手を選ぶこともできるため、オーバーエイジで王座を奪取した選手も存在する。2011年12月に31歳の誕生日直前だった玉越強平がメキシコ国内で地元のスターダンテ・ハルドンを倒し奪取したWBCユース世界スーパーフェザー級王座が該当するが、日本ボクシングコミッション（JBC）はこれを公認していない（即返上）。野崎雅光は規定の年齢内でWBCユース世界バンタム級王座を奪取したが2012年11月末24歳の誕生日に伴いオーバーエイジ王者として初防衛成功後に王座返上。

### 野球
21歳以下による野球の国際大会であるWBSC U-21ワールドカップでは、23歳以下も条件付で登録6名・同時出場3名まで可とされている。第1回（2014年）の日本代表ではNPBより3人のオーバーエイジを選出。後大会のWBSC U-23ワールドカップでは、年齢制限が23歳以下に引き上げられたため、オーバーエイジは撤廃された。アジア プロ野球チャンピオンシップでも、原則としてU-24（24歳以下）、または24歳以上でもプロ入り3年目までを対象としているが、1チーム3人まではそれを超えた選手（上限29歳）の登録を認める形で導入されている。2009年11月のU-26 NPB選抜 対 大学日本代表でもNPB選抜に適用された。
日本国内の独立リーグのひとつであるBCリーグでは、2018年のシーズンより26歳以下の年齢制限を設けたが、1チームにつきで5人までオーバーエイジ枠が設けられた。2020年シーズンより6人に増枠。2021年シーズンにいったんオーバーエイジ枠は撤廃（要項上は「規定は存在するが当年度は適用しない」形）されたが、2023年シーズンより再び導入された。

### 競艇
日本の競艇ではルーキーシリーズ競走にオーバーエイジ枠が設定されている。ルーキーシリーズ競走は基本的にはデビュー6年目未満のボートレーサーに参加資格が与えられているが、2017年よりデビュー6年目以上であっても30歳未満の選手の一部にオーバーエイジ枠として、最大6人までのをルーキーシリーズ競走に斡旋することがある（ただしデビュー6年目以上のオーバーエイジ枠での斡旋選手についてはSG優勝戦出場経験者は除外）。